# Norman Leyden

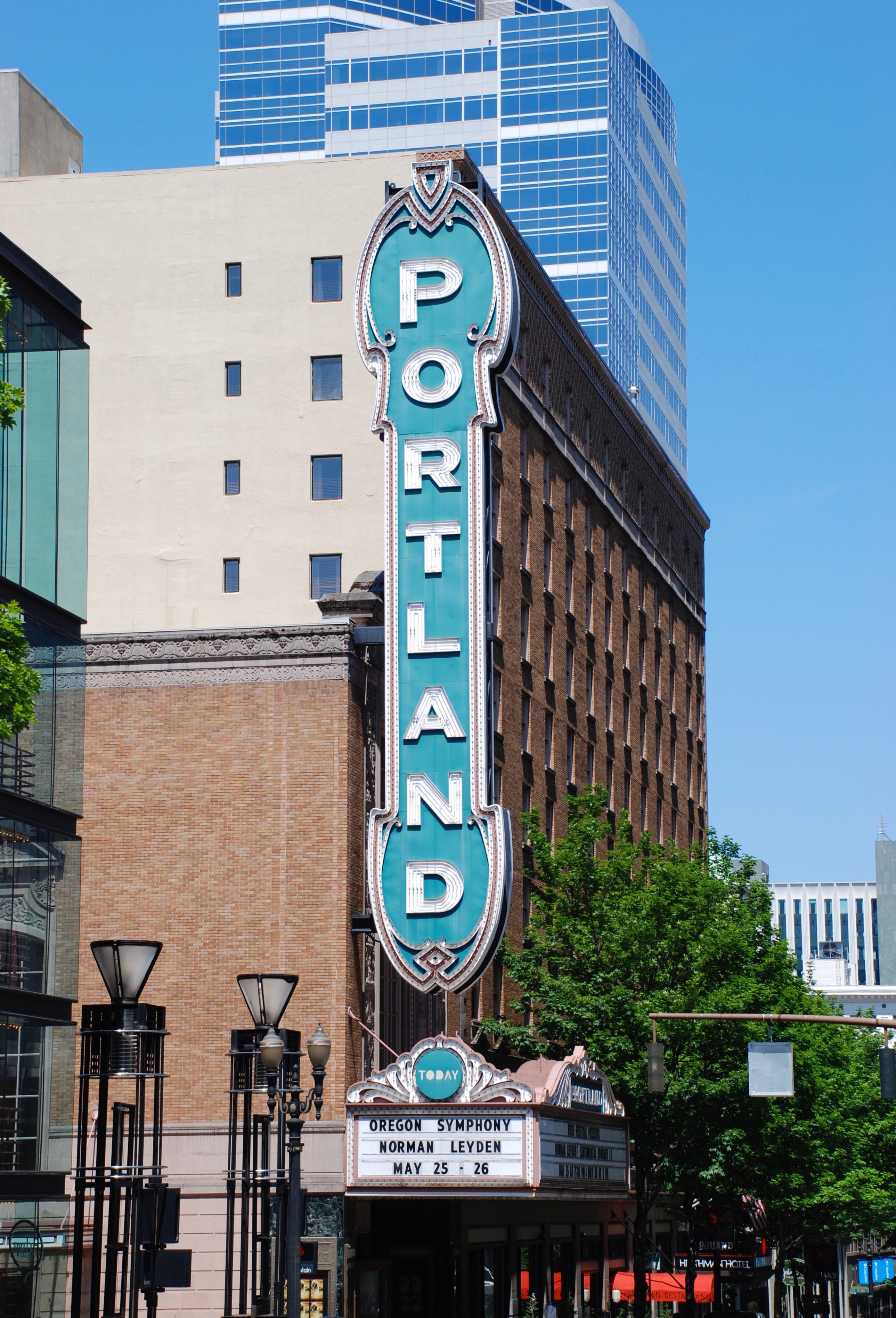
Il nome di Leyden nell'ingresso della Arlene Schnitzer Concert Hall, per un concerto dell'Oregon Symphony, nel 2009

Norman Leyden, alla nascita Norman Fowler Leyden (Springfield, 17 ottobre 1917 – Portland, 23 luglio 2014), è stato un direttore d'orchestra, compositore, arrangiatore e clarinettista statunitense. Ha lavorato nel cinema e in televisione ed è forse più noto come direttore dell'orchestra Oregon Symphony Pops. Con Glenn Miller nel 1943 scrisse il tema I Sustain the Wings, che fu utilizzato come sigla dell'omonimo programma radiofonico trasmesso su CBS e NBC dal 1943 al 1945, durante la seconda guerra mondiale.

## Biografia
Norman Leyden nacque a Springfield, nel Massachusetts, da James A. e Constance Leyden. Si laureò all'Università Yale nel 1938; nel 1961 frequentò il Domaine Musicale di Pierre Monteux a Hancock, nel Maine e conseguì un master (1965) e un dottorato (1968) presso la Columbia University (dove insegnò anche per diversi anni). Sposò Alice Curry Wells nel 1942 a Duval County, in Florida.

## Carriera musicale
Iniziò la sua carriera musicale professionale suonando il clarinetto basso per la New Haven Symphony Orchestra mentre frequentava Yale. Leyden entrò nella Guardia Nazionale degli Stati Uniti nel 1940 per un anno di volontariato programmato e si arruolò come sergente di fanteria il 24 febbraio 1941 a New Haven, nel Connecticut. I suoi documenti di arruolamento riportano la sua altezza di 1,82 m. e il suo peso di 75 kg. e riportano come sua specialità musicista o bandleader. Durante la seconda guerra mondiale prestò servizio nell'esercito militare per cinque anni.
Mentre Leyden lavorava come sergente capo ad Atlantic City e provava musica, Glenn Miller lo sentì esibirsi. Miller gli disse: "Per un uomo di Yale, non suoni male il [clarinetto] tenore". Miller chiamò Leyden nel settembre 1943 quando dovette dirigere la spettacolare "Vittoria alata" della Moss Hart Army Air Force. Questo fu un grande spettacolo musicale nel teatro Shubert di Broadway con una band completa di tutto. Lo spettacolo iniziò nel novembre del 1943. Leyden richiese poi l'opportunità di arrangiare per Glenn Miller e fu accettato e prestò servizio come uno dei tre arrangiatori della Miller's Air Force Band. Il suo primo arrangiamento per la band fu "Now I Know". A volte Leyden avrebbe voluto scrivere gli spartiti in modo più complesso di quanto fosse desiderabile. Miller gli disse una volta "Hey Norm, è stato un bel tentativo, ma ricorda che non conta quello che scrivi, ma ciò che non scrivi". Nel 1943 Leyden compose la musica a tema per la serie radiofonica di guerra I Sustain the Wings con Glenn Miller, Chummy MacGregor e Bill Meyers. Il programma radiofonico fu trasmesso dal 1943 al 1944. Leyden arrangiò anche per la Glenn Miller Orchestra riorganizzata di Tex Beneke. Nell'agosto del 2000 diresse l'Air Force Falconaires della Air Force Band of the Rockies in uno speciale della televisione PBS, Glenn Miller's Last Flight.
Tra il 1956 e il 1959 fu direttore musicale del programma radiofonico di Arthur Godfrey. Lavorò anche come direttore musicale per The $ 64,000 Question (compresa anche la composizione del tema musicale) e come direttore musicale di The Jackie Gleason Show, originariamente chiamato You're in the Picture (1961). Organizzò anche la Westchester Youth Symphony a White Plains, New York, nel 1957 (un'organizzazione che diresse fino al 1968). Come arrangiatore personale presso la RCA Victor compose e arrangiò musica per Disney e altri musical tra cui Cenerentola, Alice nel paese delle meraviglie, Ventimila leghe sotto i mari, Winnie the Pooh, Peter Pan e Pinocchio. Leyden ha anche diretto e arrangiato molti artisti famosi, tra i quali Tony Bennett, Rosemary Clooney, Don Cornell, Vic Damone, Johnny Desmond, The Four Lads, Johnny Hartman, Gordon MacRae, Mitch Miller, Ezio Pinza, Frank Sinatra, Jeri Southern e Sarah Vaughan.
Leyden si trasferì a Portland, in Oregon, nel 1968 per rilevare la Portland Youth Philharmonic (poi Portland Junior Symphony) mentre il direttore di lunga data Jacob Avshalomov era andato in anno sabbatico. Entrò anche nel dipartimento di musica presso la Portland State University. Iniziò la sua lunga collaborazione con l'Oregon Symphony nel 1970 come direttore associato. Questo rapporto durò per 29 stagioni più 34 stagioni come direttore dell'Oregon Symphony Pops. Oltre un milione di persone parteciparono ai suoi concerti nell'Oregon Symphony Pops. Nel maggio del 2004 si ritirò e fu onorato con il titolo a vita di direttore associato laureato. Leyden ha anche lavorato come direttore musicale dei Seattle Symphony Pops per diciotto stagioni e come direttore dei Prairie Pops dell'Orchestra Sinfonica di Indianapolis per otto stagioni. Ha anche diretto l'Orchestra Chappaqua come secondo direttore musicale prima di trasferirsi sulla costa occidentale. Ha lavorato con la band di Portland Pink Martini e si può ascoltare un assolo di clarinetto sulla title track del secondo album della band, Hang On Little Tomato.
La libreria musicale personale di Leyden, ospitata in un arioso studio nel seminterrato, comprendeva oltre 1.200 arrangiamenti sinfonici e 300 lavori per big band. A 90 anni Leyden continuava a praticare il clarinetto tutti i giorni. Mercoledì 17 ottobre 2007 diresse un concerto per il 90º compleanno con la Norman Leyden Big Band di 17 elementi alla Arlene Schnitzer Concert Hall di Portland, intitolata Norman's Big Band Birthday Concert. È diventato uno dei soli due musicisti classici ad essere inserito nella Oregon Music Hall of Fame nel 2008. Si è esibito con Pink Martini a Seattle nell'agosto del 2012 e il 19 luglio 2013 ha debuttato all'Hollywood Bowl, sempre con Pink Martini.
Leyden è morto il 23 luglio 2014 per un motivo non specificato.
Il 28 agosto 2014 l'Oregon Symphony tenne un concerto commemorativo in onore di Leyden al Tom McCall Waterfront Park di Portland.

## Premi
- Oregon Governor's Arts Award, 1991[11]
- Oregon Music Hall of Fame, inducted 2008[12]